# 巧克力粥
巧克力粥（Champorado，源自西班牙語：Champurrado）是一種以巧克力、糯米烹煮而成的餬，佐以牛奶、椰奶、糖調味的菲律賓傳統小吃。巧克力粥冷熱皆宜，被菲律賓人當作早餐或點心食用，有時也會搭配鹹魚乾。
巧克力粥的起源可追溯至西班牙殖民菲律賓時期。往來墨西哥與菲律賓間的殖民者引進巧克力麵糊的食材與製作方式；其後菲律賓人以糯米取代麵糊，成為現在的巧克力粥。